# Edat Aristocràtica
L'Edat Aristocràtica és un terme encunyat pel filòsof italià Giambattista Vico per definir una de les edats en la seva teoria de la història. Més recentment ha estat emprat per definir el segon període de la història de la literatura en l'obra El Cànon Occidental, del crític nord-americà Harold Bloom. Abarca les obres que el crític recomana escrites entre 1321 i 1832 i corresponen als primers clàssics nacionals anglesos, francesos, alemanys, espanyols i italians. Alternen les obres de ficció amb els assaigs filosòfics que van canviar la manera de pensar d'una època. Hi predominen clarament els autors anglosaxons:

## Obres enumerades per Harold Bloom

### Italià
- La Divina Comèdia i Vita Nuova de Dante
- Els poemes de Petrarca
- El Decameró de Giovanni Boccaccio
- La saga d'Orlando
- Els sonets i madrigals de Michelangelo Buonarroti i Gaspara Stampa
- El príncep de Maquiavel
- El llibre del cortesà de Baldassare Castiglione
- Le Vite de Giorgio Vasari
- L'autobiografia de Benvenuto Cellini
- Jerusalem alliberada de Torquato Tasso
- Els poemes de Tommaso Campanella
- Principis de la nova ciència de Giambattista Vico
- El criat de dos amos de Carlo Goldoni
- Saül de Vittorio Alfieri

### Portuguès
- Os Lusiadas de Luis de Camoens
- Poesia a The Muse Reborn d'Antonio Ferreira

### Castellà
- Les Coplas de Jorge Manrique
- El Lazarillo de Tormes
- La Celestina de Fernando de Rojas
- La poesia de Francisco de Quevedo, Fray Luis de León i San Juan de la Cruz
- Soledades i Sonetos de Luis de Góngora
- El Quixot i Novelas ejemplares de Miguel de Cervantes
- Fuenteovejuna, Dorotea i El caballero de Olmedo de Lope de Vega
- El Burlador de Sevilla de Tirso de Molina
- La vida es sueño, El médico de su honra i El alcalde de Zalamea de Pedro Calderón de la Barca
- Els poemes de Sor Juana Inés de la Cruz

### Anglaterra
- L'obra completa de William Shakespeare, Samuel Johnson, Oliver Goldsmith, John Milton, John Dryden i Jonathan Swift
- Les cançons de Thomas Campion
- La poesia de John Donne, Thomas Carew, Richard Lovelace, Andrew Marvell i Henry Vaughan
- Els poemes d'Alexander Pope, William Dunbar, Sir Thomas Wyatt, John Skelton, William Cowper, Thomas Gray, George Crabbe, Michael Drayton, Samuel Daniel i Robert Herrick
- Els assaigs de Francis Bacon
- La revista The Spectator de Joseph Addison i Richard Steele
- Els contes de Canterbury i Troilus and Criseyde de Geoffrey Chaucer
- Le Morte d'Arthur de Sir Thomas Malory
- Utopia de Thomas More
- The Countess of Pembroke's Arcadia, Astrophel and Stella i An Apology for Poetry de Philip Sidney
- The Fairy Queen d'Edmund Spenser
- Anatomia de la malenconia de Robert Burton
- Leviathan de Thomas Hobbes
- El temple de George Herbert
- Tis Pity She's a Whore de John Ford
- La malcontenta de John Marston
- The Pilgrim's Progress de John Bunyan
- The Changeling de Thomas Middleton
- The White Devil i The Duchess of Malfi de John Webster
- Hudibras de Samuel Butler
- Brief Lives de John Aubrey
- Venice Preserved de Thomas Otway
- The Beggar's Opera de John Gay
- Life of Johnson de James Boswell
- La història del declivi i caiguda de l'Imperi Romà d'Edward Gibbon
- Robinson Crusoe i Moll Flanders de Daniel Defoe
- Clarissa i Pamela de Samuel Richardson
- Tristram Shandy de Laurence Sterne
- Joseph Andrews i The History of Tom Jones de Henry Fielding
- Evelina de Fanny Burney

### França
- La Cançó de Rotllan
- Els poemes de François Villon
- Assaigs de Montaigne
- Gargantua i Pantagruel de François Rabelais
- Delie de Maurice Sceve
- La poesia de Pierre de Ronsard
- Les màximes de François de La Rochefoucauld
- L'obra completa de Pierre Corneille
- Les faules de Jean de La Fontaine
- L'obra completa de Molière
- Pensaments de Pascal
- L'art de la poesia de Nicolas Boileau-Despreaux
- Fedra i Britannicus de Jean Racine
- Les comèdies de Pierre Carlet de Marivaux
- Emili i La Nouvelle Heloïse de Jean-Jacques Rousseau
- Els escrits de Voltaire i Diderot
- Manon Lescaut de l'Abat Prévost
- La princesa de Clèveris de Madame de La Fayette
- Productes perfectes de la civilització de Sebastian-Roch Nicholas de Chamfort
- Les amistats perilloses de Choderlos de Laclos

### Alemanya
- Elogi de la bogeria d'Erasme
- L'obra completa de Goethe
- La poesia de Friedrich Schiller
- Laocoont de Gotthold Lessing
- Els poemes de Friedrich Hölderlin
- L'obra completa de Heinrich von Kleist